# Ctèsies d'Efes
Ctèsies o Ctèsias (en grec antic: Κτησίας, llatí: Ctesias) fou un escriptor de l'antiga Grècia natural d'Efes conegut solament per un passatge del De Fluviis atribuït a Plutarc en què es diu que va ser autor d'una obra intitulada Perseida (Περσηίς), que tractava sobre l'heroi Perseu.
Alguns autors moderns l'han volgut identificar amb Museu d'Efes, conegut solament per la Suda i Eudòxia Macrembolitissa, que li atribueixen un poema èpic en deu llibres intitulat també Perseida, però només es tracta d'una conjectura.